# Cryptocotylair
Cryptocotylair (Grieks: κρυπτός kruptos = 'verborgen', κοτύλη kotulè = 'vaas') is een term uit de plantkunde die aangeeft dat de zaadlobben (cotylen) bij de kieming binnen de zaadhuid verborgen blijven. De reden hiervoor is dat bij deze planten de zaadlobben voedingsstoffen bevatten die bij de kieming gebruikt worden.
Het tegengestelde van cryptocotylair is fanerocotylair. Hierbij komen de zaadlobben uit de zaadhuid tevoorschijn, en bevatten zij al de eerste blaadjes. De voedingsstoffen voor de kieming worden in dit geval al vroeg via fotosynthese aangemaakt.
De termen cryptocolair en fanerocotylair werden in 1965 voorgesteld door de botanicus James A. Duke. In die tijd werd al een indeling gemaakt tussen planten met hypogeïsche (de zaadlob blijft onder de grond) en epigeïsche kieming (de zaadlob wordt boven de grond geduwd). Duke vond deze termen etymologisch niet correct, en introduceerde daarna cryptocolair en fanerocotylair als alternatieven. Cryptocotylair zou dus het synoniem zijn van hypogeïsch.
Later bleek echter dat er zeldzame gevallen zijn van soorten waarvan de kieming cryptocolair is, maar toch epigeïsch. Een voorbeeld hiervan is Rollinia salicifolia uit de zuurzakfamilie (Annonaceae). Daarom zijn er indelingen voorgesteld die met beide factoren rekening houden.